# Орлов Юрій Володимирович
Ю́рій Володи́мирович Орло́в (12 вересня 1984, м. Херсон) — доктор юридичних наук, професор.

## Біографія
У 2005 р. закінчив Херсонський юридичний інститут Національного університету внутрішніх справ (тепер — Херсонський факультет Одеського державного університету внутрішніх справ МВС України) за спеціальністю «Правоохоронна діяльність». У 2006 р. — магістратуру Харківського національного університету внутрішніх справ за спеціальністю «Правоохоронна діяльність».
У 2006—2008 р.р. навчався в докторантурі та ад'юнктурі Харківського національного університету внутрішніх справ, після закінчення якої працював викладачем, старшим викладачем кафедри кримінального права та кримінології факультету підготовки фахівців для підрозділів слідства ХНУВС.
З 2013 р. — доцент кафедри кримінального права і кримінології Харківського національного університету внутрішніх справ. Проводить навчальні заняття з дисциплін «Кримінологія», «Кримінологія та профілактика злочинів», «Аналіз та прогнозування злочинності», «Кримінальне право», «Актуальні проблеми застосування кримінального законодавства».
25.06.2010 р. захистив дисертацію на здобуття наукового ступеня кандидата юридичних наук зі спеціальності 12.00.08 — кримінальне право та кримінологія; кримінально-виконавче право за темою: «Кримінологічна експертиза нормативно-правових актів і їх проектів: науково-методичне забезпечення». Науковий керівник — доктор юридичних наук, доцент Мартиненко Олег Анатолійович.
04.07.2013 р. Ю. В. Орлову присвоєно вчене звання доцента по кафедрі кримінального права та кримінології.
21.10.2016 р. захистив дисертацію на здобуття наукового ступеня доктора юридичних наук зі спеціальності 12.00.08 за темою: «Політико-кримінологічна теорія протидії злочинності». Науковий консультант — доктор юридичних наук, професор Литвинов Олексій Миколайович.
20.06.2019 р. Ю. В. Орлову просвоєно вчене звання професора кафедри кримінального права і кримінології.

## Наукова діяльність
Ю. В. Орлов є розробником політико-кримінологічної теорії протидії злочинності — цілісної системи ідей, понять, категорій і зв'язків між ними, що описують, пояснюють сутність та прояви політичного злочину, політичної злочинності, закономірності її детермінації, особливості політичного злочинця та політичних факторів злочинності, визначають практичні рекомендації щодо їх нейтралізації (зниження інтенсивності дії), а також формують концептуальні засади протидії злочинності засобами політичного управління. Ним вперше в Україні надано доктринальну характеристику політико-кримінологічній технології масового спротиву, яку запропоновано розуміти як методологічно виважений комплекс виключних заходів, що здійснюються на основі цілеспрямованих та в цілому керованих правомірних дій значної кількості людей з метою схилити керівництво держави до прийняття/неприйняття певного політичного рішення, яке підтримується переважною більшістю населення країни та ґрунтується на крайній необхідності припинення кримінальної активності політичних еліт; сформовано парадигму політичного антикриміналізму як умовно автономну доктринальну складову кримінологічної політики, яка виражається у комплексі ідей, принципів, світоглядних диспозицій щодо політики, які забезпечують науково обґрунтовану зорієнтованість її інститутів на досягання загальносоціальних цілей кримінально-превентивного значення; розроблено доктринальну модель комплексно-неординарної стратегії нейтралізації політичних факторів злочинності, що виражає загальну спрямованість діяльності на стабілізацію криміногенної обстановки, інтегроване зростання антикримінального потенціалу політики з одночасним зниженням внутрішньо- та зовнішньо-системних її протиріч, конфліктогенних аспектів функціонування.
Ю. В. Орловим розвинуто наукову концепцію кримінологічного забезпечення правотворчості: на основі аналізу особливостей динамічних та статичних компонентів правової системи та інституційних якостей злочинності досліджено сутність, механізм нормативно-правової детермінації злочинності, розроблено типологію і класифікацію нормативно-правових криміногенних факторів; визначено сутність, поняття, види, методику провадження кримінологічної експертизи нормативно-правових актів і їх проектів.
З 2017 р. Ю. В. Орловим започатковано розробку нового для вітчизняної кримінології напряму досліджень - дискурсивно-комунікативні механізми детермінації злочинності.
Під науковим керівництвом Ю. В. Орлова підготовлено та захищено 5 кандидатських дисертацій, авторами яких є А. В. Брижак, К. О. Лагода, Д. М. Миронюк, О. М. Ситнік та В. В. Шкуро.

## Основні наукові праці
Основні положення і результати наукової роботи Ю. В. Орлова відображено у 2-х індивідуальних монографіях та 1-й монографії, виданій у співавторстві, 6-х навчальних посібниках з кримінального права, кримінології, 160-ти інших наукових публікаціях, а саме:
1. Орлов Ю. В. Кримінологічна експертиза нормативно-правових актів і їх проектів: науково-методичне забезпечення: монографія. Сімферополь: КРП «Видавництво „Кримнавчпеддержвидав“», 2010. 266 с.
2. Орлов Ю. В. Політико-кримінологічна теорія протидії злочинності: монографія / Ю. В. Орлов. Х.: Діса Плюс, 2016. 656 с.
3. Лагода К. О., Орлов Ю. В. Невиконання судового рішення: кримінологічна характеристика та запобігання: монографія / За заг. ред. О. М. Литвинова ; Кримінологічна асоціація України. Х. : ТОВ «В деле», 2016. 240 с.
4. Орлов Ю. В. Кримінально-правові та кримінологічні засади визнання Україною юрисдикції Міжнародного кримінального суду. Вісник Кримінологічної асоціації України. 2017. № 1 (15). С. 126–136.
5. Орлов Ю. В. Сутність та поняття злочинності : від фрагментації до інтеграції наукового знання. Форум права: електрон. наук. фахове вид. 2017. № 5. С. 271–278. URL : http://nbuv.gov.ua/j-pdf/FP_index.htm_2017_5_43.pdf.
6. Орлов Ю. В. Дискурсивно-комунікативна теорія детермінації злочинності: концептуальні засади формування. Вісник Кримінологічної асоціації України. 2017. № 3 (17). С. 23–32.
7. Орлов Ю. В. Дискурсивний простір злочинності. Вісник Кримінологічної асоціації України. 2018. № 1 (18). С. 126–136.
8. Orlov Yu., Yashchenko A., Hladkova Ye. Realization of the right of rebellion: from the manifestations of democracy to a crime against the State. Baltic Journal of Economic Studies. 2018. № 5. Vol. 4. P. 233–239.
9. Орлов Ю. В. Дискурсивно-перцептивні механізми детермінації злочинності. Вісник Кримінологічної асоціації України. 2018. № 2 (19). С. 176–184.
10. Орлов Ю. В. Дискурсивно-перцептивні механізми детермінації злочинності (закінчення статті). Вісник Кримінологічної асоціації України. 2019. № 1 (20). С. 99–107.